# Xã Nodaway, Quận Nodaway, Missouri
Xã Nodaway (tiếng Anh: Nodaway Township) là một xã thuộc quận Nodaway, tiểu bang Missouri, Hoa Kỳ. Năm 2010, dân số của xã này là 843 người.